# William z Norwich

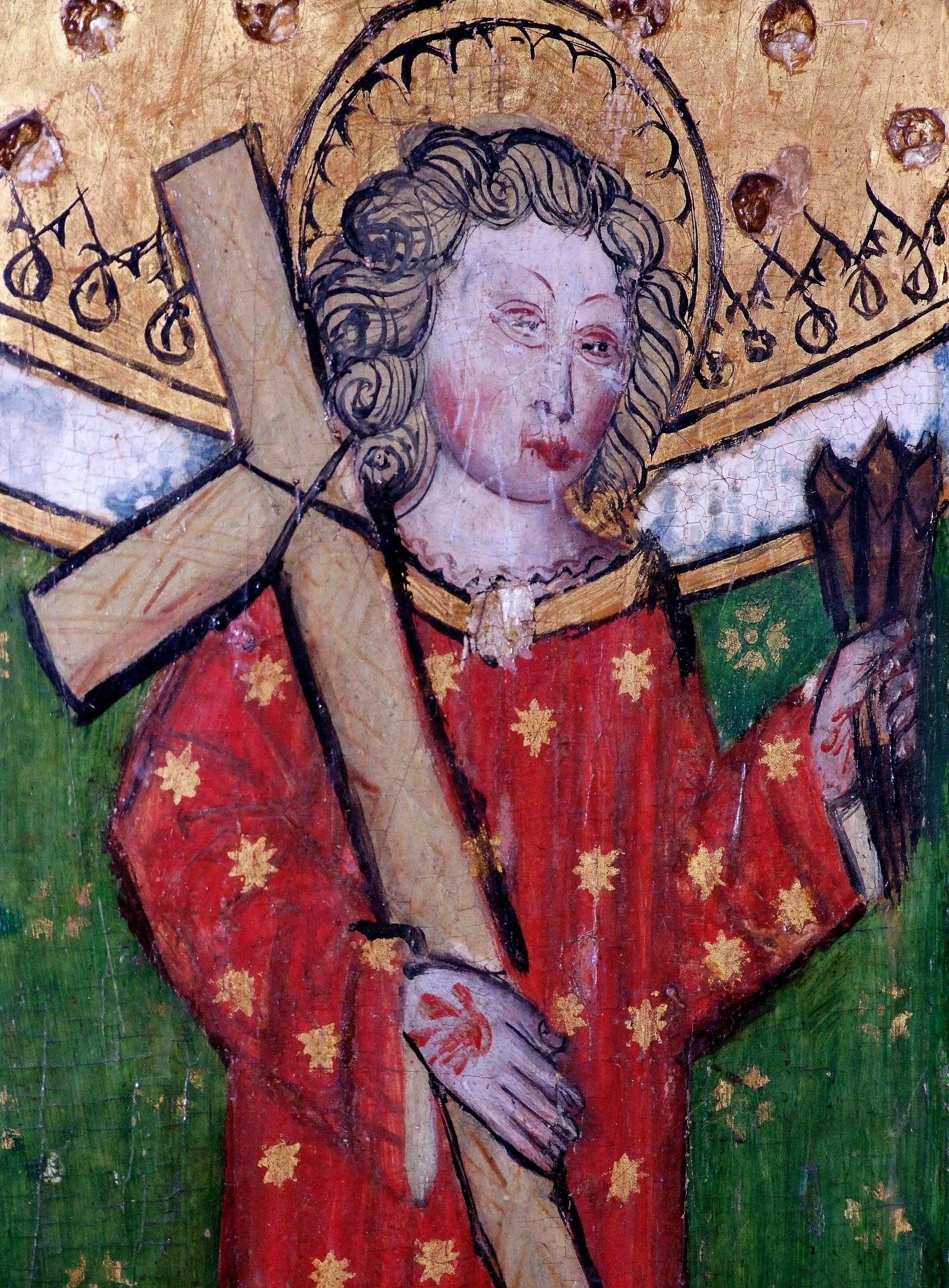
William z Norwich

William z Norwich (ur. 1132?, zm. w marcu 1144) – angielski chłopiec, którego śmierć stała się powodem oskarżenia żydowskiej wspólnoty zamieszkującej Norwich o mord rytualny.

## Życiorys
William często gościł w domach żydowskich, handlując z ich mieszkańcami. Z tego też powodu często stykał się z Żydami. W Wielki Wtorek za zgodą owdowiałej matki udał się do Norwich wraz z nieznanym mężczyzną, który podawał się za kucharza jednego z duchownych miasta. 25 marca 1144 roku, w Wielką Sobotę, w lesie w pobliżu Norwich znaleziono zwłoki dwunastoletniego Williama. Natychmiast po swojej śmierci został obwołany męczennikiem, a później także lokalnym świętym. Stało się to po tym, gdy zaczęto przypisywać mu dokonanie szeregu cudów.
Antyżydowskie nastroje zaczęły przybierać na sile po śmierci Williama w 1144. Jego ciało odnaleziono niedaleko Mousehold Heath, istniejącego do dziś dużego kompleksu leśnego znajdującego się na północny wschód od Norwich. Spekulowano, iż być może zmarł po zjedzeniu trujących grzybów, jednakże miejscowi oskarżyli Żydów o torturowanie i zamordowanie Williama. Tylko interwencja lokalnego szeryfa, reprezentującego władzę królewską, uratowała Żydów przed tłumem. Żydzi znaleźli schronienie na zamku królewskim. Jednakże wydarzenia te przyczyniły się do umocnienia antyżydowskich stereotypów.
Miejscowi duchowni, zwłaszcza biskup Norwich w latach 1146–1174, William de Turbeville, dążył do tego, ażeby ustanawiać lokalne kulty świętych. De Turbeville polecił benedyktyńskiemu mnichowi Thomasowi z Monmouth, który mieszkał w Norwich, napisanie dzieła pt. „Życie i cuda Św. Williama z Norwich”. Książka składała się z siedmiu części, z których pierwsza najważniejsza powstała około roku 1150 lub 1154. Thomas zawarł w niej swoje przypuszczenia i dociekania oraz wyznania mnicha Teobalda, który pod wpływem rzekomych cudów konwertował z judaizmu na chrześcijaństwo i wstąpił do klasztoru prowadząc odtąd życie mnicha. Przekazał on Thomasowi informację, że raz w roku w Narbonie we Francji żydowska starszyzna zbiera się, aby przez rzucenie losu wyznaczyć kraj, w którym ma być dokonany coroczny mord rytualny. Według niego Żydzi wierzyli, że nigdy nie powrócą do swej ojczyzny, jeśli co roku nie będą składać ofiary z chrześcijanina „dla pogardy Chrystusa”. W wylosowanym kraju starszyzna żydowska w podobny sposób dokonuje wyboru miasta, skąd pochodzić ma ofiara. W roku 1144 wybór miał paść na Norwich.
Według dociekań, przypuszczeń i zeznań złożonych na łożu śmierci zebranych przez Thomasa, 22 marca 1144 roku, czyli w Wielką Środę i żydowskie święto Paschy, William miał zostać ukrzyżowany w domu Eleazara, najważniejszej żydowskiej osobistości w Norwich. Książka została ukończona ok. 1173 roku i stała się ona źródłem ludowego folkloru oraz późniejszych legend na temat postaci, którą opisuje.